# يوسف سفيان
يوسف سفيان (8 يوليو 1984 بوييوفرانش سور سئون في فرنسا - ) (بالفرنسية: Youssef Sofiane)‏ هو لاعب كرة قدم فرنسي في مركز الهجوم. لعب مع رودا ياي سي وكوفنتري سيتي ونادي أوكسير ونادي تورناي ونادي لوفيرواز ونادي ليل ونادي مولودية الجزائر ونوتس كاونتي ووست هام يونايتد ووفاق سطيف وUS Lesquin ‏ وSportfreunde Siegen ‏.

## وصلات خارجية
- يوسف سفيان على موقع قاعدة بيانات كرة القدم.إي يو (الإنجليزية)
- يوسف سفيان على موقع بيانات كرة القدم. دي إي (الألمانية)
- يوسف سفيان على موقع ليكيب (الفرنسية)
- يوسف سفيان على موقع Soccerbase.com (لاعب) (الإنجليزية)
- يوسف سفيان على موقع Soccerway.com (الإنجليزية)
- يوسف سفيان على موقع عالم كرة القدم.نت (الإنجليزية)